# Roßwein
Roßwein (górnołuż. Roswin) – miasto we wschodnich Niemczech, w kraju związkowym Saksonia, w powiecie Mittelsachsen (do 31 lipca 2008 w powiecie Döbeln), do 31 grudnia 2012 siedziba wspólnoty administracyjnej Roßwein. Do 29 lutego 2012 należało do okręgu administracyjnego Chemnitz.
1 stycznia 2013 do miasta przyłączono gminę Niederstriegis, która stała się jego dzielnicą.
W języku polskim miejscowość notowana w przeszłości pod nazwą Rozwin.

## Geografia
Roßwein leży na południe od miasta Döbeln.

## Dzielnice miasta
- Gleisberg
- Haßlau
- Klinge
- Naußlitz
- Niederforst
- Niederstriegis
- Ossig
- Seifersdorf
- Ullrichsberg
- Wettersdorf
- Wetterwitz
- Zweinig

## Współpraca
Miejscowość partnerska:
- Freiberg am Neckar, Badenia-Wirtembergia